# Abraxas cyclobalia
Abraxas cyclobalia là một loài bướm đêm trong họ Geometridae.